# 13463 Antiphos
13463 Antiphos è un asteroide troiano di Giove del campo greco. Scoperto nel 1973, presenta un'orbita caratterizzata da un semiasse maggiore pari a 5,1805615 UA e da un'eccentricità di 0,0060412, inclinata di 10,52831° rispetto all'eclittica.
L'asteroide è dedicato ad Antifo, amico di famiglia di Telemaco e Odisseo.